# Parque Nacional Unzen-Amakusa
O Parque Nacional Unzen-Amakusa é um parque nacional japonês, localizado nas prefeituras de Nagasaki, Kumamoto e Kagoshima. Extendendo-se por 28 279 hectares, foi designado parque nacional em 16 de março de 1934.